# ビア&カフェBERG

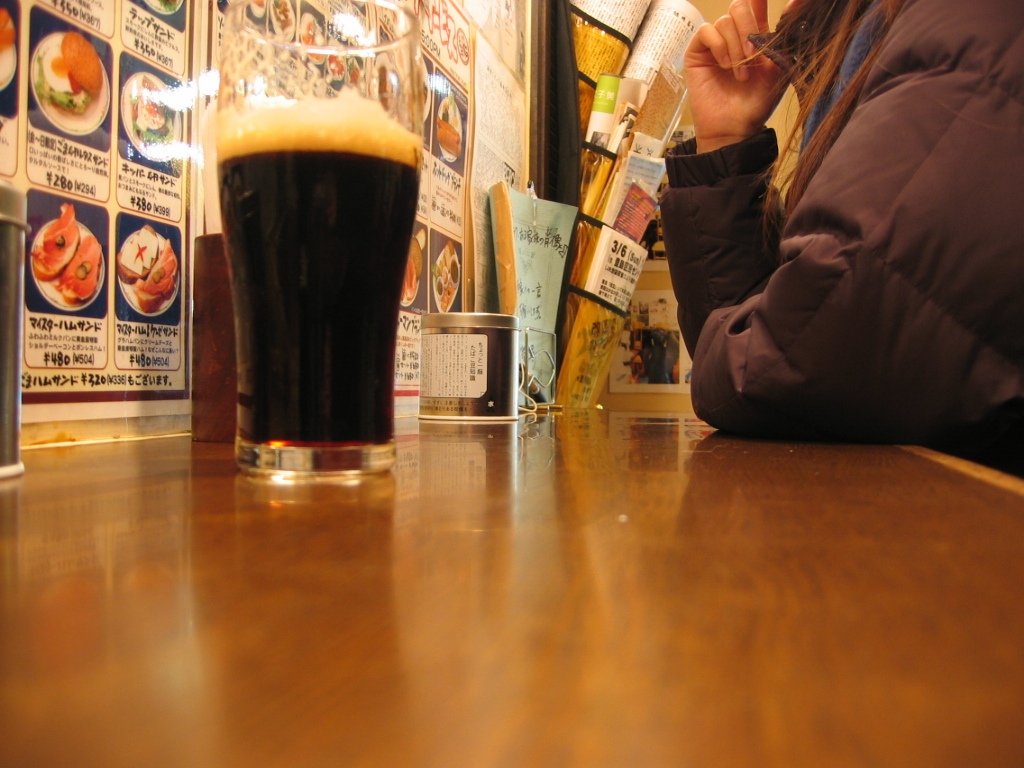
ビア&カフェBERGの立ち飲み席

ビア&カフェBERG (ビアあんどカフェべるく) は、東京都新宿区新宿のルミネエスト新宿地下1階にあるパブ兼カフェ。店舗公式ウェブサイトではJR新宿駅東口から15秒の位置にあると謳っている。所在地から新宿ベルクとも呼ばれる。

## 経営者
オーナー兼店長は井野朋也。1960年生まれ。親の代からの2代目オーナー兼店長である。
井野朋也の祖父である井野碩哉は、農林大臣・法務大臣などを歴任し、ルミネエスト新宿の前身となった新宿ステーションビル（マイシティ）の運営会社である株式会社新宿ステーションビルディング（現：株式会社ルミネ）の出資者・株主であった。
井野朋也は自らのブログで「新宿ステーションビルは、うちのじいさんと幼なじみの浜野茂（新宿将軍と呼ばれた相場師）が作った日本初のショッピングモール駅ビル。じいさんは初代社長になった」と書いている。会社を解雇された息子（井野朋也の父）に、新宿ステーションビル創設者の一人であった井野碩哉が場所を融通して喫茶店を始めたという。
祖父の兄は満州国最高法院長の井野英一。また農業経済学者でマルクス主義者、日本共産党員の井野隆一は伯父にあたる。
副店長は共同経営者でもある迫川尚子。

## 概要

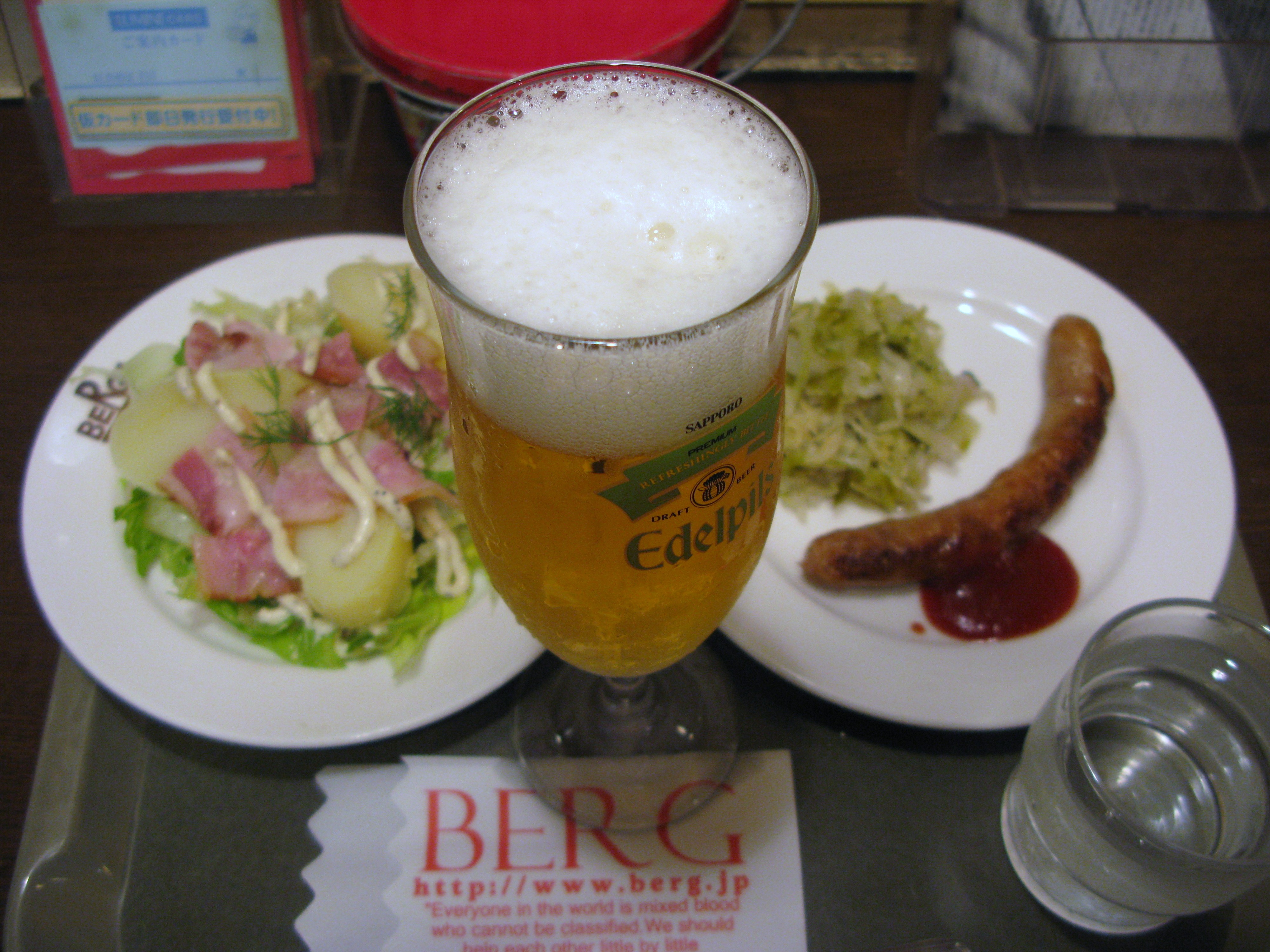
ビア&カフェBERGのビールとつまみ

1964年5月20日、新宿ステーションビルが民衆駅（旧国鉄における駅ビルの一形態）として開業した。新宿ステーションビルは1978年に「マイシティ」の愛称が付され、国鉄分割民営化を経て「ルミネエスト新宿」となる。
ベルクは1970年に現在の場所（当時は新宿ステーションビル）で純喫茶として開業した。当時の新宿は米タン阻止闘争や新宿騒乱、新宿フォークゲリラなど左翼運動が盛り上がっていた時代であった。
店舗面積は15坪、席数は40席と小規模な店舗である。店長・副店長以外に従業員も雇用している。
1990年、現オーナー兼店長の井野朋也がフルサービスの純喫茶から、低価格高回転型のファストフード店へ業態変更し、セルフサービス形式とした、これにより客数が10倍近く増加した。2005年時点、2007年1月時点、2008年7月時点、2012年11月時点のいずれも、一日平均1,500人が来客している。
看板商品のホットドッグ「ベルク・ドック」をはじめメニューは200種類以上あり、食材原価率は平均で5割弱と高い。また、日本国内および国外の樽詰めビールを独自ルートで仕入れており、限定樽詰めビール目当てで来店する常連客もいる。店内の壁面を利用したアート展の開催も特徴である。

## ルミネ立ち退き問題
ベルクが入居する「マイシティ」を所有・運営していた株式会社新宿ステーションビルディングは、1987年の国鉄分割民営化を経て、2006年4月にJR東日本グループの株式会社ルミネ（以下「ルミネ」）に吸収合併された。マイシティは「ルミネエスト新宿」に改称し、ルミネは店舗のリニューアルを進めていった。
翌2007年、ベルクはルミネから立ち退きを要求された。これに対してベルクは拒否し、立ち退き要求に反対する署名運動が立ち上げられ、半年間で約9,000人の署名を集めた。
2007年2月、ルミネはベルクに対し、借家契約を「期間の定めのあるもの」から定期借家契約に変更するように要望した（定期借地権および借地借家法の該当節も参照）。
ベルクは契約変更を拒否したが。この際にベルクを含む4店舗を除いた200以上のテナントが、ルミネの要求に応じて定期借家契約に変更したと井野は語っている。その後、ルミネはベルクに対して立ち退きを要求。2007年11月、公式ウェブサイトと店内で配布しているミニコミ「ベルク通信」上で立ち退きを要求された事実を公表した。
ルミネからの立ち退き要求を知った常連客などが、応援のためのウェブサイト「LOVE! BERG!」を立ち上げた。2008年1月に井野が店内に署名箱を設置すると、営業継続を求める署名は1か月半で5,000人、半年で1万人を超えた（半年で9,000人とする記事も存在する）。この署名は2008年9月末までにルミネ側に提出された。
2008年9月末付でルミネ側はベルクに対し、現契約が切れる2009年3月末までに退店することを命じる文書を送付。その文書には、退店しなかった場合には賃貸料を大幅に値上げする旨の一文も付記されていた。副店長の迫川は、年内に新たに集まった署名を再度提出した。また井野は裁判に持ち込むのではなく、ルミネ側に「理解してもらう努力をする」との意向を示した。
この件については、ルミネ側から話し合いしたいとの申し出が再三あったものの、井野は「言った言わないになるので文書でやりとりしたい」と話し合いを拒否していたが、結局その後、ルミネとの話し合いの場に副店長の迫川と社員1名を出席させた（店長の井野は出席していない）。ルミネ側からは退店勧告の3月末の期日を「遺憾ながら」延期し、倍近い賃料値上げ要求については幾分値下げする旨の譲歩案があった。井野によれば、この部分的変更についてルミネ担当者は「お客様の声があったから」と強調したという。
この問題は国会でも取り上げられ、2010年10月に開かれた参議院法務委員会における中村哲治（当時は民主党所属）の質問に対し、当時の民主党政権下で大臣政務官であった黒岩宇洋は、「借地借家法上、借主がこれに応じなければならないという旨を定めた規定はございませんので、義務はなし」と答弁している。
ルミネからは2010年9月にも、契約解除と2011年3月末までの退店要求通知がなされたが、2012年9月にはルミネからの通知が届かなかった。ルミネとベルクの契約期限は2013年3月末までであり、契約を終了させるには半年前である2012年9月にベルクへ通知する必要があるが、通知がないため、2年後の2015年3月末まで契約が自動更新されたこととなった。
2022年6月現在、ルミネエスト新宿においてベルクの営業は継続されている。

## 都条例による禁煙問題
店内喫煙可（店舗が狭いため分煙設備なし）として長年営業してきたが、2010年（平成22年）に株式会社ルミネから「健康増進法および東京都条例に基づき、ルミネは館内全面禁煙とする方向で検討している」と通知があった。
この問題について、2010年11月30日、井野は株式会社ルミネに対し「全面禁煙は営業に重大な支障をきたす」「ベルクのある場所はそもそも構造的にルミネ館内ではない」と述べてこれを拒否、「コーヒーと酒とタバコがセットなのは文化」「大麻の規制と同様に考えるのはおかしい」などと反論を述べた回答文書を返送した。
2020年（令和2年）4月1日、東京都受動喫煙防止条例と受動喫煙防止対策を強化した改正健康増進法が全面施行。2人以上が利用する場所では原則的に屋内禁煙と定められ、基準を満たす喫煙室（分煙設備）を設置しない飲食店では喫煙できなくなった。これに伴い、同日よりベルクも全席禁煙となった。